# Ферон (тиран Акраганта)
Ферон (529–473 рік до н. е.) — тиран міста Акрагант з 489 до 473 року до н. е. Походив з роду Емменідів, син Енесідема, правнук Телемаха, який скинув тирана Фаларіса.

## Захоплення влади
Маючи чималі статки, авторитет серед демосу й знаті Ферон, найнявши власні загони, у 489 році зумів захопити владу над містом. Більшість населення Акраганта спокійно сприйняло владу Ферона, не чинила якийсь спротив. В свою чергу перехід влади до Ферона пройшов без жорстокостей.

## Володарювання
Одразу після зміцнення власної тиранії (481 рік до н. е.) Ферон разом з тираном Гели Гелоном розпочав війну проти Карфагена, який володів західною частиною Сицилії. Він захопив Гімеру, вигнавши звідти союзника карфагенян Терілла. У 480 році до н. е. на острові висадилося велике карфагенське військо. Для зміцнення власних позицій Ферон видав доньку Дамарету за Гелона.
Їх об'єднані військові сили у цьому ж році при місті Гімера розбили Карфаген вщент. Переможцям дісталася велика здобич. Свого сила Фрасідея Ферон зробив тираном Гімери. Діяльність Фрасідея викликала таке незадоволення гімерійців, що вони повстали та звернулися за допомогою до тирана Сіракуз Гієрона.
В свою чергу Ферон підтримував Полізала, брата Гієрона у боротьбі того за владу над Сіракузами. На бік повстанців перейшли двоюрідні брати Ферона — Капій та Гіппократ, сини Ксенодіка. Проте Ферону вдалося у 476 році розбити своїх родичів під Гімерою. Тоді Капій та Гіппократ захопили місто Камік й звідти турбували військовими наскоками Акрагант. Водночас до міста підступався Гієрон. Війська двох тиранів зустрілися біля ріки Гели. Замість війни вони уклали мир. Полізал замирився з Гієроном, а останній одружився з племінницею Ферона. Після цього ерон жорстоко розправився з мешканцями Гімери. Незабаром Ферон помер, залишивши владу своєму синові Фрасідею.

## Розбудова міста та меценатство
Ферон та його родичі полюбляли брати участь у спортивних змаганнях. Так, у 476 році до н. е. він переміг на Олімпійських іграх у перегонах. Брат Ферона Ксенократ перемогав на квадризі на Піфійських та Істміських іграх.
Ферон започаткував будівництво великого Олімпіона. Збудував храм Афіни, підземний водопровід, який проклав архітектор Фаякс. В цілому, особливо після перемоги під Гімерою, Ферон значні сили приділяв розбудові міста Акрагант, яке отримало чудовий вигляд. Швидкими темпами розвивалося сільське господарство.
Ферон також підтримував визначних поетів того часу — Піндара та Симоніда, які в свою чергу прославляли досягнення Ферона, його родини — брата Ксенократа та сина Фрасібула.

## Родина
Дружина — ім'я невідоме. Діти:
- Горг
- Фрасидей
- Фрасибул
- Дамарета, дружина Гелона, тирана Гели та Сіракуз, потім його брата Полізала.